# Jakob Ukmar
Jakob Ukmar (Trieste, 13 luglio 1878 – Trieste, 2 novembre 1971) è stato un presbitero e teologo italiano, di etnia slovena.

## Biografia

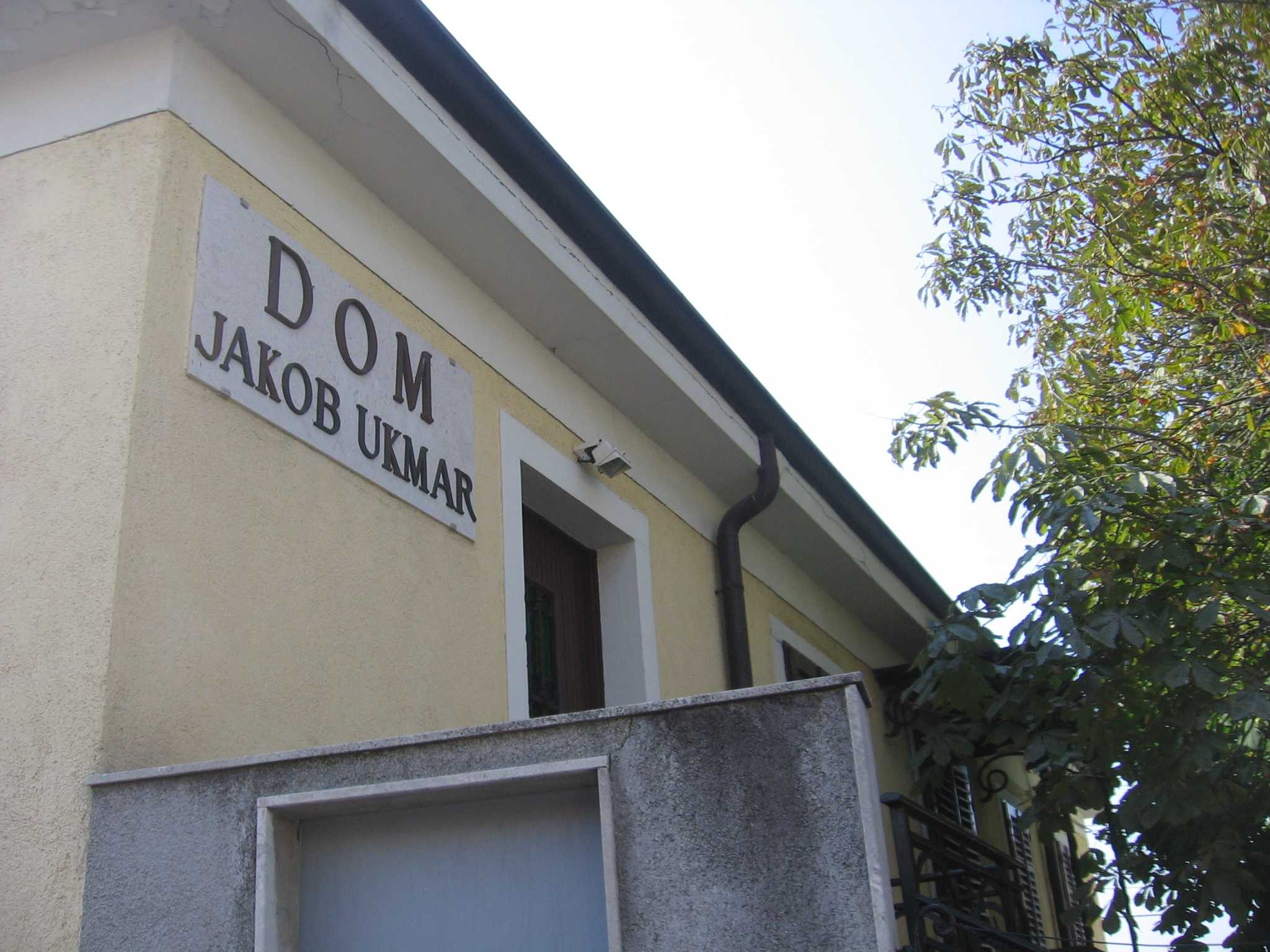
Sede dell'Opera Culturale di Servola/Dom Jakob Ukmar

Jakob Ukmar nacque il 13 luglio 1878 ad Opicina, da una famiglia originaria della vicina Sesana, che si era trasferita per il lavoro del padre, ferroviere austriaco presso la linea Vienna - Trieste, la cosiddetta "Meridionale". Frequentò l'imperial-regio ginnasio di lingua tedesca a Trieste e, a Gorizia, il Seminario. Venne ordinato sacerdote nel 1901; in questa data iniziò a collaborare con la rivista lubianese "Almanah". Nel 1906 divenne amministratore parrocchiale a San Giuseppe della Chiusa, per risolvere la "scissione del glagolitico". Nel 1910  divenne rettore del Convitto vescovile di Trieste e nel 1913 insegnante di religione al liceo tedesco di Trieste. Nel 1917 conseguì la laurea in teologia all'Università di Vienna. Nel 1919 divenne direttore del Seminario di Trieste. Nel 1931 venne nominato prelato domestico del papa e nel 1940 giudice del Tribunale Ecclesiastico Regionale di Venezia. Nel periodo fascista fu difensore della comunità slovena nei confronti delle angherie del regime. A lui va ascritta la redazione in latino di numerosi appelli rivolti dal clero sloveno della Venezia Giulia al Vaticano, in cui veniva denunciata la politica snazionalizzatrice delle autorità. Nel 1959 divenne protonotario apostolico. In questo periodo fu in contatto con papa Giovanni XXIII, per il Concilio e l'enciclica Pacem in terris, riguardo alla quale suggerì al papa di inserire quei paragrafi dal 93 al 96 che rappresentano la più incisiva affermazione dei diritti delle minoranze di tutto il mondo. Nel 1970 ricevette la laurea honoris causa dalla Facoltà di Teologia di Lubiana. Morì a Servola il 2 novembre 1971. Attualmente è candidato dalla Curia Vescovile di Trieste per la beatificazione. Studioso di lingue orientali e astronomia, viene considerato una delle più alte coscienze civili e religiose del mondo cattolico sloveno.
Portano il suo nome la Scuola dell'Infanzia Statale con lingua d'insegnamento slovena di S. Anna a Trieste e l'Opera Culturale di Servola.

## Opere
- Naša daritev, Trieste 1951
- Zadnja večerja, Trieste 1954
- Kratka zgodovina vesoljnih cerkvenih zborov, Gorizia 1963
- Marijologija, Gorizia 1969
- Eshatologija, Trieste 1972
- (SL, IT) Krščansko sožitje med narodi = Per una convivenza cristiana dei popoli, Trieste, Opera Culturale di Servola, 1991.